# Олор
Олор е одриски цар, баща на основателя на обширното Одриско царство – Терес I.
Малко известен е и се смята, че е баща и на елинския историк Тукидид. Интересно е, че името на майка му е Елисипила, а това е тракийско име. Предполага се, че този тракийски цар е властвал около 516 – 514 г. пр. Хр. Той е полулегендарен персонаж и изключително войнолюбив владетел, но и добър дипломат. Известният атински политик Милтиад Младши, след като стъпва на тракийския Херсонес (дн. Галиполски полуостров) и започва да управлява там съвместно с траките, се оженва за дъщерята на Олор. Това е династичен брак, следователно одрисите вече са избрали за съюзник Атина.
Херодот не споменава нищо за Олор, защото по време на похода на персийския цар Дарий I срещу скитите, Олор поддържа дипломатически отношения с персите и впоследствие се превръща в техен съюзник, което за Бащата на историята е предателство спрямо елините. Тези отношения с персите и атиняните показват, че Олор е гъвкав политик и може да лавира между интересите на гърците и на персийците.